# Cos (band)
Cos was een Belgische progressieve rockband, geleid door gitarist en fluitist Daniel Schell, actief in de jaren 70 en 80. De zang werd veelvuldig door Pascale Son (pseudoniem van Pascale de Trazegnies) verzorgd. De bezetting van de groep evolueerde sterk van album tot album, regelmatige leden waren bassist Alain Goutier en toetsenist Charles Loos. Elk album van de groep heeft een eigen geluid, maar de stijl sluit aan met de progressieve rock en soms is ook het geluid van de Canterbury-scene en zeuhl te horen.
Sinds 1968 speelde Daniel Schell al in een groep Classroom, die gelijkaardige muziek speelde als Cos later zou brengen. Het eerste album van Cos, Postaeolian Train Robbery verscheen in 1974. De groep vertoonde hierop de invloeden van Franse progressieve-rockbands Zao en Magma. Het album had jazz-achtige muziek die vergelijkbaar is met de muziek op de eerste albums van Zao, maar was minder ernstig en had meer eigenaardige en humoristische kantjes. Op het tweede album, Viva Boma zijn meer invloeden te horen van Canterbury-bands zoals Caravan, Hatfield and the North en Gilgamesh. De zang van Pascale Son geeft het albums soms het gevoel en toegankelijkheid van popmuziek. Op het album werden keyboards, klarinet en sax verzorgd door Marc Hollander, die kort daarna ook Aksak Maboul zou vormen. Het derde album, Babel verscheen in 1978.
Een belangrijke verandering kwam er met het album Swiß Chalet. Dankzij drummer Philippe Allaert en nieuwkomer, de Rwandees Mutsari als bassist, kende het album een Afrikaanse invloed; vooral op het eerste deel van het album komt een reggae-ritmestructuur tot uiting. De overige nummers volgen de Cos-traditie. Swiss Chalet was eigenlijk een verhaal, geschreven door Daniel Schell. Het bestond in twee exemplaren, één werd doorgegeven van lezer tot lezer sinds februari 1980, maar is daarbij verloren gegaan, het ander zou in het bezit van de auteur blijven. De verschillende nummers op het album sluiten aan bij gebeurtenissen uit het verhaal. Het album is een eerste "opera" van Schell. Het is het laatste album waar Pascale Son de zang verzorgd.
In 1983 zou Pasiones verschijnen, een concept-album rond de Spaanse Burgeroorlog. De zang werd verzorgd door zangeres Ilona Chale uit Spanje, waar Cos in Catalonië en het Baskenland al enig succes had gekend. Het album kende opnieuw Afrikaanse invloeden, maar ook invloeden van new wave en Fripp-achtige gitaarwerk.

## Bandleden

### Regelmatige bezetting
Het enige vaste lid op alle albums was gitarist Daniel Schell, de andere muzikanten verschenen op de meeste albums.
- Daniel Schell : gitaar, fluit, geluidseffecten
- Pascale Son : zang, hobo
- Alain Goutier : basgitaar
- Charles Loos : keyboard, piano, orgel
- Philippe Allaert : drums

### Andere leden
Verschillende leden verschenen maar op één album, of speelden als gast op één of enkele nummers.
- Robert Dartsch : drums
- Steve Leduc : percussie
- Marc Hollander : drums, basklarinet, altsax
- Guy Lonneux : drums
- Marc Hollander : orgel, sax
- Mutsari : basgitaar
- Nicolas Fiszman : gitaar
- Ilona Chale : zang
- Alain Pierre : keyboard, geluiden

Verder verschenen ook Marc Moulin (orgel), François Cahen (piano), Dirk Bogaert (fluit), Pierre Van Dormael (gitaar), Adrian Stoop op de opnames.

## Discografie
- 1974 : Postaeolian Train Robbery
- 1976 : Viva Boma
- 1978 : Babel
- 1979 : Swiß Chalet
- 1983 : Pasiones